# 陳昊元
陳昊元（1470年—？年），字乾善，广东广州府番禺縣人，軍籍。

## 生平
治《易經》，行四，弘治五年（1492年）壬子科廣東鄉試第三十名舉人，授陆川县教谕。丁内艰，起复改任直隶南宫县学教谕，年三十九歲中式正德三年（1508年）戊辰科會試第二百三十五名，第三甲第一百六十一名進士。授浙江青田县知县，归而杜门讲学，有《训子箴》行世。

## 家族
曾祖陳景茂。祖父陈顺民。父陈嗣祥。母孔氏。永感下。兄廷讃、廷让、廷谏、昊孙、昊兒、弟志仁、志德、昊贤（贡士）、昊俊、志学。